# Alan García
Alan Gabriel Ludwig García Pérez (Lima, 23 de mayo de 1949-Lima, 17 de abril de 2019) fue un abogado y político peruano del APRA. Ejerció como presidente de la República del Perú en dos mandatos no consecutivos: de 1985 a 1990 y de 2006 a 2011.
En su vida política, se desempeñó como diputado constituyente (1978-1979), diputado (1980-1985) y senador vitalicio (1990-1992). Como miembro del Partido Aprista, recibió formación política del líder fundador, Víctor Raúl Haya de la Torre, y fue uno de sus discípulos predilectos. Ocupó diversos cargos partidarios y fue dos veces secretario general del APRA. Desde sus inicios, se caracterizó por su gran capacidad oratoria en la política. Fue por más de veinte ediciones no consecutivas incluido en los cinco primeros puestos de la Encuesta del poder.
Llegó a la presidencia en las elecciones generales de 1985, en las que ganó en la primera vuelta luego de la renuncia de Alfonso Barrantes. Esta primera gestión de gobierno se caracterizó por una insólita hiperinflación, un recrudecimiento de los embates del terrorismo liderado por Sendero Luminoso, y por diversos actos de corrupción que involucraban a gente del régimen aprista que repercutió en un gran descontento social.
Al concluir su mandato en 1990, lo sucedió Alberto Fujimori. El 5 de abril de 1992, Fujimori dio un golpe de Estado. Ese mismo día, el Ejército trató de detener ilegalmente a García en su domicilio, pero este lo evitó refugiándose en casas vecinas. Luego de un tiempo, es asilado en Colombia. Por seguridad, después residiría en Francia, donde vivió gran parte de su exilio llegando a ser amigo del presidente francés François Mitterrand. Retornaría al Perú el año 2001 tras la caída del fujimorismo.
A la caída del fujimorato, García retornó al país para postular en 2001; sin embargo, fue vencido por estrecho margen en segunda vuelta por Alejandro Toledo, durante cuyo gobierno (2001-2006) fue el líder de la oposición. Triunfó en las elecciones de 2006 al derrotar a Ollanta Humala (UPP) en segunda vuelta. Su segundo gobierno se caracterizó por la continuación de proyectos de inversión pública, el crecimiento económico del país y la reestructuración de las relaciones diplomáticas; sin embargo, también fue acusado de actos de corrupción. Abandonó el poder tras las elecciones de 2011, siendo Humala su sucesor Se retiró de la política partidaria después de no superar la primera vuelta en las elecciones de 2016.
El 17 de abril de 2019, García intentó suicidarse disparándose en la cabeza cuando la policía se preparaba para detenerlo preliminarmente por asuntos relacionados con el caso Odebrecht, proceso que García y sus partidarios consideraron como un caso de lawfare y persecución en su contra. Fue trasladado en estado grave al hospital Casimiro Ulloa, en el cual permaneció por más de tres horas en la sala de operaciones tras lo cual falleció. En la historia republicana del Perú, García ha sido el segundo jefe de Estado que se ha suicidado, tras Gustavo Jiménez, que lo hizo en 1933.

## Biografía
Alan García nació el 23 de mayo de 1949 en la ciudad de Lima, en el seno de una familia de clase media, estrechamente ligada al APRA. Fue hijo de Carlos García Ronceros y Nytha Pérez Rojas. Cursó sus estudios en el Colegio Nacional José María Eguren del distrito limeño de Barranco.
Su madre, Nytha Pérez Rojas, hija de Alejandro Pérez Aragón y Celia Rojas Ladrón de Guevara, fue fundadora del APRA en Camaná. Su padre, Carlos García Ronceros, hijo de José Carlos García Grillo y Zoyla Luz Ronceros Rendón, fue secretario de organización de dicho partido durante el gobierno del general de división Manuel A. Odría, durante el cual se había declarado la ilegalidad del APRA. Fue arrestado durante el gobierno de este y por ese motivo, no conoció a su hijo sino hasta pasados cinco años.
En la etapa del colegio, Alan García descubrió el poder que tenían las palabras, objeto que le valió varios premios escolares en oratoria y un destacado «verbo» que le sería útil al iniciarse como militante aprista. Siendo aún muy joven, García se unió a la Juventud Aprista Peruana, recibiendo su carné de militante a los diecisiete años.
Realizó sus estudios de pregrado en la Pontificia Universidad Católica del Perú y luego en la Universidad Nacional Mayor de San Marcos, recibiendo su título en leyes de esta última en 1971.
En 1972 se mudó a Europa y asistió a la Universidad Complutense de Madrid donde realizó cursos de doctorado en derecho de 1972 a 1974, y a la Universidad de París donde realizó cursos doctorales en sociología de 1974 a 1977; no obstante, nunca llegó a obtener el grado respectivo, situación que solo fue de dominio público cuando la prensa investigó el tema.

### Matrimonios, relaciones e hijos
Se casó en 1973 con Carla Francisca Buscaglia Castellano, con quien tuvo una hija en 1975: Carla García Buscaglia. La pareja se divorció en 1980.
En 1975, en un congreso en España, conoció a Pilar Nores, economista argentina con quien contrajo matrimonio en 1983. García y Nores tuvieron cuatro hijos:
- Josefina (1977), casada en 2016 con el economista español Jaime Núñez, madre de una hija, Cassiana (n. 2018)
- Gabriela del Pilar (1984), casada con el médico estadounidense Daniel Cuzonne, madre de un hijo llamado Sebastián (n. 2017)
- Luciana Victoria (1985)
- Alan Raúl Simón (1988), casado en 2013 con la abogada peruana Daniela Bazan Stewart.

En 2008, el entonces presidente y primera dama se separaron públicamente, aunque Pilar Nores continuo ejerciendo sus deberes como primera dama con apoyo de sus hijas.
En febrero de 2005, tuvo un sexto hijo, Federico Dantón, con la economista, actualmente se encuentra viviendo en las afueras de la Francia rural Elizabeth Roxanne Cheesman Rajkovic.

## Carrera política
Después de vivir varios años en París, García fue llamado por el fundador y entonces líder del APRA, Víctor Raúl Haya de la Torre, para regresar a la vida política peruana en 1978, después de que la administración de Francisco Morales Bermúdez presidiera el regreso al gobierno civil y permitiera la reorganización de otros partidos políticos. Llegaría al gobierno años después, siendo reconocido este periodo, en materia económica, como uno de los más difíciles en la historia del país, debido a la hiperinflación. Al terminar su mandato permaneció en el país hasta 1992, año del autogolpe de Alberto Fujimori, luego de lo cual se asiló en Colombia, posteriormente se dirigió a París y años después sería elegido nuevamente presidente del Perú.

### Militancia aprista
Desde pequeño, Alan Gabriel frecuentaba la Casa del Pueblo (sede principal del Partido Aprista), donde recibía tratos con el líder fundador del APRA, Víctor Raúl Haya de la Torre. Alan tomaba a Víctor Raúl como alguien más que un líder: como un padre; en una entrevista él comentó lo siguiente sobre Haya de la Torre:

Estaba en un campamento juvenil del partido a orillas del río Rímac. No me separaba ni cinco metros de este semidiós y me sentía como en la Capilla Sixtina. Era imponente, un vasco antiguo, blanco y con barba, con una enorme cabeza que para mí solo podía ser sinónimo de una maciza inteligencia.
Alan García Pérez

Junto a Alberto Borea Odría, Luis Alva Castro y otros adolescentes, Alan fue discípulo directo de Haya de la Torre. Por consejo del «patriarca del APRA» no postuló a la Universidad Federico Villarreal (ligada al APRA) sino a la Universidad Católica, con el fin de contrarrestar el dominio sobre esta de los socialcristianos y de la centroizquierda. Posteriormente se trasladaría a la Universidad San Marcos, donde se graduó en leyes.
Durante su permanencia en Madrid, García junto al también aprista Javier Valle Riestra realizaron conferencias y manifiestos en contra de la dictadura militar del Perú. Ante posibles represalias del consulado peruano en Madrid, García se trasladó a París para continuar con sus estudios y actividad contra el régimen militar.

### Diputado Constituyente
En 1978, el presidente de la República del Perú, Francisco Morales Bermúdez convocó a la Asamblea Constituyente de 1978, para promulgar una nueva carta magna. El Partido Aprista participó de dicho proceso electoral, encabezando la lista Víctor Raúl Haya de la Torre. Junto con Haya de la Torre, fueron elegidas diversas personalidades apristas, incluidos el propio García Pérez. Así, García se convirtió en diputado constituyente, siendo junto con Xavier Barrón (PPC) el más joven de dicho ente.
García Pérez acompañó a su maestro Haya de la Torre, siendo su principal consejero. Él, junto con los otros miembros apristas vieron como la salud de Haya se deterioraba poco a poco. Terminada la Asamblea, García Pérez ya se había hecho conocido por sus dotes de oratoria y de convencimiento de las masas.

### Diputado de la República
En las elecciones parlamentarias de 1980, García fue elegido como diputado por Lima Metropolitana para el periodo parlamentario 1980-1985. Dos años después, logró ser elegido secretario general del Partido Aprista Peruano.
Desde la Cámara de Diputados formó parte de la oposición al gobierno de Fernando Belaúnde.

### Elecciones generales de 1985

#### Campaña electoral
Fue elegido como candidato del APRA el 12 de febrero de 1984, luego de una elección por voto directo y secreto de las bases del partido, mecanismo democrático que por primera vez se aplicaba en un partido peruano. Sus discursos se centraron en la reivindicación del pueblo trabajador, llamando a la superación de los problemas de la nación; haciendo un llamado a la derecha y a la izquierda. En la encuesta de diciembre de 1984 de Apoyo S.A., García tenía un 47,4% de preferencias electorales, mientras que Alfonso Barrantes tenía 21,30%.

#### Plancha presidencial
Su plancha presidencial para las elecciones generales de 1985 estuvo conformada por:
| Candidatos        | Candidatos               | Candidatos               |
| a la Presidencia  | a la 1.ª Vicepresidencia | a la 2.ª Vicepresidencia |
| ----------------- | ------------------------ | ------------------------ |
| Alan García Pérez | Luis Alberto Sánchez     | Luis Alva Castro         |

#### Primera vuelta
En las elecciones del 14 de abril de 1985, Alan García se presentó como candidato presidencial del APRA. Los resultados de la primera vuelta arrojaron que superó la barrera del 50% contabilizando los votos válidos, pero la Constitución requería que también se superara el 50% del total de votos emitidos, por lo cual correspondía realizarse una segunda vuelta entre el candidato aprista y el candidato por IU, Alfonso Barrantes Lingán.
- Resultados de la primera vuelta: (votos válidos)
  - Partido Aprista Peruano: 3 452 111 (53%)
  - Izquierda Unida: 1 605 139 (25%)
  - Convergencia Democrática: 773 313 (12%)
  - Acción Popular: 472 627 (7%)
  - Otros: 197 620 (3%)

#### Segunda vuelta
Si bien la Constitución señalaba que para ser presidente se debía obtener el 50% más uno del total de votos emitidos (por lo cual correspondía una segunda vuelta), en la práctica, los resultados oficiales de la primera vuelta señalaban que la suma de los votos de todos sus adversarios no alcanzaban a igualar la cantidad de votos que había obtenido el candidato del APRA. La renuncia del candidato que quedó en segundo lugar, Alfonso Barrantes Lingán, a participar en la segunda vuelta electoral hizo que García fuese declarado ganador. Alan García, tenía entonces tan solo 35 años y se convirtió en el primer presidente aprista desde la fundación de su partido.

## Presidente de la República (1985-1990)

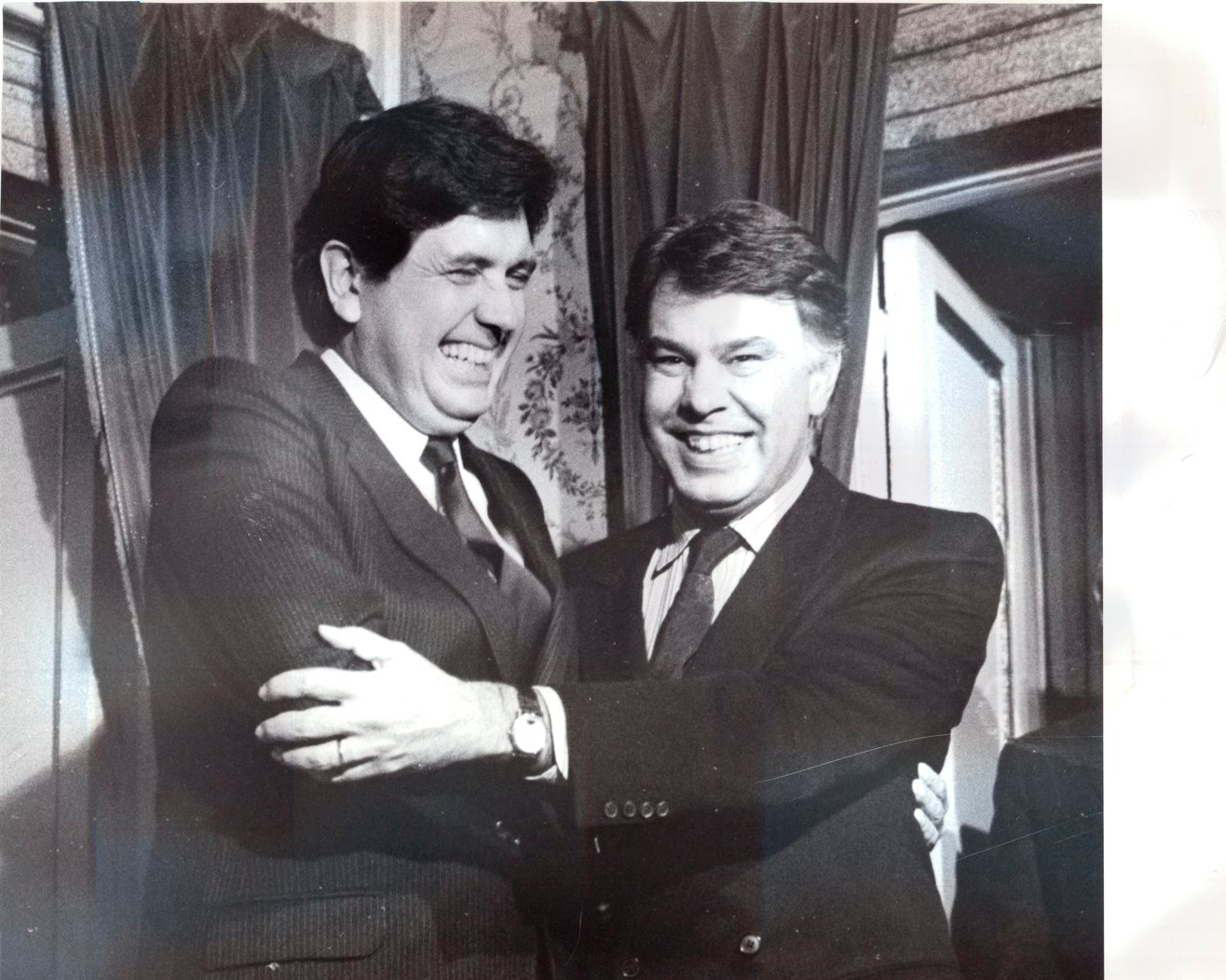
Alan García y Felipe González fotografiados en La Moncloa en enero de 1987.

García asumió el gobierno en 1985, luego de ganar las elecciones generales de 1985 con un gran apoyo por parte del pueblo debido a su juventud, radicalismo y discurso antiimperialista, muy de moda en aquel entonces. Por tales razones, en sus primeros meses de gobernante concurrió a conferencias internacionales como la Asamblea General de las Naciones Unidas y la FAO, en las cuales expuso su tesis de la deuda externa a favor de los países pobres, con lo cual fue inicialmente reconocido por parte de los jefes de Estado asistentes relacionados con dichos regímenes, así como por un sector de la prensa extranjera.
Los primeros dos años del gobierno de García fueron conocidos por aparentar vitalidad y autoridad similares a los de su mentor, pero como presidente del Perú. García acostumbraba a dar balconazos (discursos en los balcones de palacio), mostrando sus dotes de oratoria y anunciando medidas de su gobierno; este era escuchado y aplaudido masivamente. La aprobación inicial de García en septiembre de 1985 fue de 96,4%, Cuando la capacidad de gasto del estado fue agotada entonces comenzaron múltiples problemas los malos manejos económicos alcanzó su más bajo nivel en enero de 1989 (9%).

### Gestión económica
A corto plazo, las medidas adoptadas aparentemente dieron resultados positivos en los primeros meses de gestión. Aumentando los salarios, reduciendo las tasas de interés bancario, devaluando la moneda y controlando el tipo de cambio, en septiembre de 1985, la tasa de inflación bajó a 3,5 % (comparada con el 12,5 % en abril del mismo año). Hacia el segundo trimestre de 1986, la economía dio señales de una supuesta recuperación. Los sectores que dependían de la demanda interna (manufactura, construcción, agricultura) crecieron a razón de subsidios, no así los sectores dedicados a la exportación primaria (minería, pesca). En consecuencia, a fines de 1986, la economía creció 10 %. Fue el mayor crecimiento desde los años 50, con ello García parecía disfrutar entonces de una popularidad récord en América Latina. Sin embargo, cuando la capacidad del gasto público se agotó, comenzaron las dificultades económicas pues el dinero de las reservas estaban agotándose.
La política económica de García se caracterizó por presentar, en su política cambiaría, dos tipos de cambio, uno oficial llamado dólar Mercado Único de Cambios (dólar MUC) y otro que existía en el mercado negro, denominado mercado paralelo. Y en su política monetaria, ejecutó excesivas emisiones inorgánicas de moneda nacional. Igualmente se rechazaron los consejos del Fondo Monetario Internacional y se limitó el pago de la deuda externa al 10% de los ingresos que por concepto de exportaciones obtenía el país. Esta decisión causó el retraso en el pago de la deuda externa y que el país fuera declarado, en un principio, como valor deteriorado y luego como inelegible por el FMI en 1986.
Sus medidas se caracterizaron por ser de corte marxista pues en ese momento las ideas socialistas aún se encontraban vigentes en el país, el punto que causó la ruptura de su gobierno fue la intención de estatizar la banca privada como una supuesta forma de controlar la inflación que, al 28 de julio de 1987, ya resultaba incontrolable. En efecto, los indicadores macroeconómicos señalan que el Perú, durante su mandato, llegó a sufrir una hiperinflación de 1722,3% en 1988 y 2775% en 1989. Para inicios de 1990 estos índices alcanzaron el 854% (inflación acumulada a julio de 1990).

### Terrorismo
Durante el gobierno de Alan García, junto a la violencia subversiva, que costó miles de vidas, se realizaron actos de represión militar, como la de la matanza de las prisiones y la masacre de decenas de campesinos en el pueblo ayacuchano de Cayara en 1988. Aunque inicialmente García mostró interés en frenar las violaciones a los derechos humanos, tras la matanza de los penales, permitió que continuase la violencia contrasubversiva de las fuerzas armadas y se formaron escuadrones de la muerte (Comando Rodrigo Franco), los que amedrentaron a sospechosos de terrorismo y a críticos de la política antiterrorista.
A partir de 1988 y 1989 los grupos terroristas intensificaron su ola de atentados en Lima y varias otras ciudades frente a la impotencia gubernamental.
La controversia se volvió a dar cuando a menos de veinte días de la transferencia al nuevo gobierno, Víctor Polay, «Camarada Rolando» y 47 militantes del Movimiento Revolucionario Túpac Amaru (MRTA) lograron fugar del penal de «máxima seguridad» Miguel Castro Castro a través de un túnel de 330 metros construido desde fuera del penal. La construcción no contaba con conexiones de agua ni desagüe, instalaciones de servicios de alumbrado y tampoco un respiradero que facilitaría el trabajo operativo. 
Más allá del hecho mismo, la repercusión obtenida por el MRTA, a nivel nacional e internacional, constituyó un duro cuestionamiento no solo a la estrategia antisubversiva del gobierno, sino también a la capacidad operativa de las autoridades policiales y penales.

### Oposición y cambio de gobierno
La oposición al gobierno creció significativamente desde el intento de estatización de la banca, una medida que fue sumamente impopular y disparó un enérgico movimiento de protesta de la derecha encabezado por el escritor y periodista Mario Vargas Llosa, este movimiento finalmente evolucionaría en la alianza política FREDEMO (que incluía al Partido Popular Cristiano, Acción Popular y al Movimiento Libertad) que postuló sin éxito en las elecciones de 1990 con Vargas Llosa como candidato presidencial. En su último mensaje a la nación, el 28 de julio de 1990, el Congreso no le permitió hablar, interrumpiéndolo constantemente mediante carpetazos y pifias.
La inestabilidad económica y terrorismo provocaron el descontento de la población peruana que en las elecciones de 1990 eligió como presidente a Alberto Fujimori.

## Post primera presidencia

### Cambio de mando
El 28 de julio de 1990 García entregó la presidencia dentro de un marco totalmente contrario al de 1985. Su popularidad se encontraba en 21%, y en la ceremonia de entrega de mando a Alberto Fujimori, después de entregar la banda presidencial al presidente del Congreso, Máximo San Román, García abandonó el hemiciclo del Congreso tal como lo establece el protocolo oficial. Luego de ser investigado, la justicia peruana decidió no juzgarlo al descubrir que las pruebas que se habían levantado en su contra eran falsas. Volvió a ser elegido secretario general del Partido Aprista Peruano en 1991. Abandonó el país 1992, asilándose en Colombia, luego de que un comando del ejército peruano asaltara su vivienda con la orden capturarlo vivo o muerto tras el golpe de Estado de Alberto Fujimori.

### Senador de la República
El Artículo 166 de la constitución de 1979 establecía que son senadores vitalicios los expresidentes constitucionales de la República, participando de las sesiones del congreso. García asistía al Senado e intervenía en las sesiones desde el inicio de la legislatura en 1990; sin embargo su función se vio envuelta en escándalos por las acusaciones de actos de corrupción de su gobierno.
El 18 de octubre de 1991, la cámara de senadores debatió la propuesta hecha por la cámara baja de encausar a García por presuntos delitos de enriquecimiento ilícito y contra la fe pública, supuestamente cometidos cuando desempeñó funciones públicas. El pleno del senado resolvió suspender al expresidente Alan García en el ejercicio de sus funciones como senador vitalicio y someterlo a juicio por presunto enriquecimiento ilícito durante su mandato presidencial con 38 votos a favor y 17 en contra.
El 24 de noviembre, el fiscal de la nación acusó ante la Corte Suprema de Justicia a Alan García por enriquecimiento indebido a costa de los presupuestos del Estado; sin embargo, en diciembre del mismo año el vocal del caso manifestó que no había encontrado «pruebas suficientes» para sustentar la acusación contra García; tras ello la Corte Suprema declaró como improcedente juzgar al expresidente.
Culminado el proceso de investigación judicial, la Mesa Directiva de la Cámara de Senadores devolvió el fuero parlamentario García mediante resolución del 20 de marzo de 1992. De este modo, el expresidente recuperó su inmunidad parlamentaria y, con ella, todos los derechos reconocidos por la Constitución y las leyes peruanas a los Senadores Vitalicios.

### Autogolpe y exilio en Colombia
El 5 de abril de 1992, Alberto Fujimori dio el autogolpe al poder legislativo, mediante el cual cerró el congreso, intervino al Poder Judicial y a otros poderes públicos. Debido a estas acciones, diversos políticos del anterior gobierno fueron perseguidos e impedidos de salir de sus domicilios por el daño causado al país que lo sumó a una hiperinflación en tan corto tiempo, el crecimiento de la deuda externa y la proliferación del terrorismo. 
A finales de mayo, Alan García ingresó a la residencia del embajador de Colombia en el Perú para pedir asilo político, el cual le fue concedido el día 1 de junio por el gobierno de César Gaviria. El expresidente abandonó el Perú mediante un salvoconducto que le permitió abordar un jet de la Fuerza Aérea Colombiana que lo trasladó, junto al entonces diputado Jorge del Castillo, con destino a Bogotá.
García llegó al Aeropuerto militar de Catam y en declaraciones a la prensa prometió luchar contra la dictadura de Alberto Fujimori. El régimen le abrió procesos por enriquecimiento ilícito y por diversas acusaciones de corrupción; tras ello se solicitó la extradición de García al gobierno colombiano, la cual fue denegada.
En 1994, la Comisión de Derechos Humanos de la Organización de Estados Americanos denunció al gobierno de Fujimori por violación de los derechos a la libertad, a la seguridad y a la debida defensa de Alan García y le pidió al gobierno peruano dejar sin efecto los procesos iniciados.
En abril de 1995, el Congreso levantó la inmunidad parlamentaria a Alan García por las acusaciones de haber recibido sobornos por parte del consorcio italiano Tralima para la construcción del tren eléctrico de Lima. De esta manera, la Sala Civil de la Corte Suprema de Justicia pidió nuevamente la extradición de García al Gobierno de Colombia, la cual fue denegada debido a que García pasó a vivir en París.
Durante los años transcurridos entre 1993 y el 2001, Alan García no participó activamente en la política peruana, salvo en la publicación de algunas obras sobre la política de su primer gobierno y denunciando las violaciones a los derechos humanos cometidas por el gobierno del presidente Alberto Fujimori. En contadas ocasiones, Alan García apareció en la televisión y radio peruanas desde Bogotá.
En 2001, La Corte Suprema de Justicia de Perú declaró prescritos los delitos que se le imputaron al finalizar su primer mandato. García no regresó al país hasta el año 2001, cuando ya habían prescrito los delitos relacionados con las denuncias de corrupción en su gobierno.

### Elecciones generales de 2001

#### Plancha presidencial
Su plancha presidencial estuvo compuesta por el burgomaestre de Trujillo, José Murgia Zannier (Primera Vicepresidencia), y por el congresista aprista, Jorge del Castillo Gálvez (Segunda Vicepresidencia).
| Candidatos        | Candidatos               | Candidatos                |
| a la Presidencia  | a la 1.ª Vicepresidencia | a la 2.ª Vicepresidencia  |
| ----------------- | ------------------------ | ------------------------- |
| Alan García Pérez | José Murgia Zannier      | Jorge del Castillo Gálvez |

#### Primera vuelta
García regresó al país el 27 de enero de 2001 y postuló nuevamente a la presidencia el mismo año, cuya elección se daría el 8 de abril. Su candidatura fue muy controvertida por el mal gobierno que realizó (1985-1990), pese a todo logró su pase a la segunda vuelta con un gran apoyo popular principalmente de militantes y simpatizantes del Partido Aprista (concentrados en la costa norte peruana), desplazando a la candidata Lourdes Flores, favorita a pasar a la segunda vuelta junto con Alejandro Toledo. Tal como indicaban las encuestadoras semanas antes de las elecciones, ningún candidato superó el 50 % más 1 voto requeridos, por lo que los dos participantes que obtuvieron mayor votación (Alejandro Toledo y Alan García), pasaron a una segunda vuelta, a darse el 3 de junio de 2001.
- Resultados de la primera vuelta: (votos válidos)
  - Perú Posible: 3 871 167 (36,51%)
  - Partido Aprista Peruano: 2 732 857 (25,78%)
  - Unidad Nacional: 2 576 653 (24,30%)
  - Frente Independiente Moralizador: 1 044 207 (9,85%)
  - Otros: 376 836 (3,56%)

#### Segunda vuelta
La segunda vuelta se inició con duros ataques entre uno y otro candidato, y con la propuesta del voto en blanco como crítica a los candidatos dirigida principalmente por Jaime Bayly y Álvaro Vargas Llosa; y culminó con el tan esperado debate presidencial dado el 19 de mayo de 2001, en el hotel Marriott de Lima.
Las encuestas mostraban una alta diferencia entre ambos candidatos, resultando favorito Alejandro Toledo Manrique gracias a su mayor popularidad y a su lucha democrática contra el régimen de Alberto Fujimori. El día de las elecciones (3 de junio), en el tradicional «flash electoral» la diferencia entre ambos candidatos disminuyó notablemente, aunque de todos modos la victoria se la había asegurado Alejandro Toledo con más de 5 % de diferencia. Con estos resultados Alan García admitió su derrota y declaró un apoyo en la medida de lo posible al futuro presidente Alejandro Toledo.
- Resultados de la segunda vuelta: (votos válidos)
  - Perú Posible: 5 548 209 (53,08%)
  - Partido Aprista Peruano: 4 904 813 (46,92%)

### Actividades realizadas durante el gobierno de Toledo
Se dedicó a la docencia universitaria en la Universidad San Martín, donde era rector el Ing. Chang. También participó, en su condición de líder del Partido Aprista en distintas actividades organizadas por grupos opositores al régimen constitucional, entre las que se encuentra el Paro Nacional organizado por la CGTP, llevado a cabo el 14 de julio de 2004, donde el líder aprista Alan García pateó por la espalda al ciudadano Jesús Lora porque le obstaculizaba el paso, el hecho fue registrado por la prensa y desató un escándalo político.
Por otro lado, buscó acercamientos políticos con distintas agrupaciones para conformar el denominado «Frente Social» con miras a las elecciones presidenciales del año 2006.

### Elecciones generales de 2006

#### Plancha presidencial
Su plancha presidencial está integrada por el almirante (R) de la Marina de Guerra del Perú, Luis Giampietri Rojas (Primera Vicepresidencia), quien logró conseguir una curul por el Callao y la exteniente alcaldesa de Arequipa, Lourdes Mendoza del Solar (Segunda Vicepresidencia) quien logró adjudicarse una curul por dicho departamento.
| Candidatos        | Candidatos               | Candidatos                |
| A la Presidencia  | A la 1.ª Vicepresidencia | A la 2.ª Vicepresidencia  |
| ----------------- | ------------------------ | ------------------------- |
| Alan García Pérez | Luis Giampietri Rojas    | Lourdes Mendoza del Solar |

#### Primera vuelta
A las 4:00 p. m. del domingo 9 de abril de 2006, cuando se dieron los tradicionales «flashes» electorales, se ubicó por encima de la candidata de Unidad Nacional, Lourdes Flores. Sin embargo conforme pasaba el tiempo se indicó que Flores le sobrellevaba por escasas décimas; esto cambió en los sondeos mayores del 60% donde se apreció que él superó nuevamente a la candidata Flores, manteniendo una tendencia a aumentar la diferencia aunque fuera por décimas.
Luego, con los conteos de los votos del extranjero (que en su mayoría favorecieron a Lourdes Flores) tanto García como Humala redujeron ligeramente sus porcentajes, lo que llevó a un lento acercamiento de la candidata de Unidad Nacional, ubicándose cerca de 0,60 % por debajo de Alan García. Ya pasando el 90 % de actas computadas, Alan García vuelve a alejarse de Lourdes Flores manteniendo esta importante diferencia que lo consolidó como el candidato que pasó con Ollanta Humala a la segunda vuelta.
El informe al 100% señaló que Ollanta Humala (UPP) obtuvo el 30,62 % de votos válidos, seguido por García (APRA) con 24,33 %. En la tercera posición, ya descartada, se ubicó Lourdes Flores (UN) con 23,80 %. Por lo tanto la segunda vuelta se dio el 4 de junio de 2006 entre el candidato de UPP, Ollanta Humala, y el expresidente y candidato por el APRA, Alan García.
- Resultados de la primera vuelta: (votos válidos)
  - Unión por el Perú: 3 757 735 (30,62%)
  - Partido Aprista Peruano: 2 984 881 (24,33%)
  - Unidad Nacional: 2 923 280 (23,81%)
  - Alianza por el Futuro: 912 420 (7,43%)
  - Frente de Centro: 706 156 (5,75%)
  - Restauración Nacional: 537 564 (4,38%)
  - Otros: (3,68%)

#### Segunda vuelta
Alan García se enfrentó con el candidato presidencial de UPP, Ollanta Humala en la segunda vuelta electoral, realizada el 4 de junio. Mientras Ollanta Humala empezó recorriendo la zona norte peruana (usualmente un sólido bastión aprista), Alan García empezó dirigiéndose al sur, para tratar de obtener algunos votos de una región principalmente nacionalista.
Estas actividades se vieron opacadas por los constante intercambios de palabras entre el presidente venezolano Hugo Chávez y Alan García; donde García calificó a Chávez de «sinvergüenza» y este le respondió calificándolo de «ladrón de cuatro esquinas», debido a su gobierno pasado.
Poco después, Alejandro Toledo sorpresivamente violó las leyes electorales al dar un discurso en el que dio un apoyo explícito a Alan García, al decir que en las elecciones se estaba eligiendo «entre la democracia y el autoritarismo», lo cual hizo que recibiese duras críticas.
Acuerdos entre los negociadores de los partidos que pasaron a la segunda vuelta, Jorge del Castillo (APRA) y Carlos Torres Caro (UPP), dieron como resultado la programación del debate presidencial, que se desarrolló el domingo 21 de mayo, a las 8:00 p. m. entre los candidatos presidenciales de cada partidario: Alan García (APRA) y Ollanta Humala (UPP), siendo el lugar del debate: el Museo Nacional de Arqueología, Antropología e Historia del Perú, ubicado en Pueblo Libre, Lima, y el moderador el periodista Augusto Álvarez Rodrich.
El 4 de junio, los primeros resultados a boca de urna dieron como ganador a Alan García por un puntaje entre el 5 % y el 10 % sobre su contendor, el candidato de Unión por el Perú, Ollanta Humala. Esta diferencia fue confirmada horas después al conocerse las encuestas por Conteo Rápido donde ya se aseguraba la victoria de Alan García.
Mientras Ollanta Humala prefería esperar aun los resultados oficiales del avance de la ONPE, Alan García se dirigiría a la Casa del Pueblo, donde realizaría un discurso y una celebración por el (ya entonces casi seguro) triunfo. Cerca de las 10 de la noche, la ONPE confirmó con sus resultados cerca del 80 % que Alan García había resultado vencedor en la contienda electoral.
- Resultados de la segunda vuelta: (votos válidos)
  - Partido Aprista Peruano: 6 985 017 (52,625%)
  - Unión por el Perú: 6 270 080 (47,375%)

## Presidente de la República (2006-2011)
Luego de que la Oficina Nacional de Procesos Electorales confirmara al 100.00% de las actas escrutadas que Alan García era el nuevo presidente, el 21 de junio de 2006, el Jurado Nacional de Elecciones lo acreditó como presidente electo. Sucedió en el cargo a Alejandro Toledo, quien fuera su rival en el año 2001.

### Anuncios
Durante el periodo de transición, García Pérez realizó numerosos anuncios que tomaría su futura administración. Entre los principales anuncios que realizó, destacan el de crear el Ministerio de Pesquería y los futuros Ministerio de Cultura y Ministerio del Deporte. También anunció que su Consejo de Ministros sería paritario, recibiendo elogios de Lourdes Flores, lideresa de la oposición, quien enfocó su campaña electoral en el tema de la igualdad de las mujeres.
García Pérez se reunió el 11 de julio con Lourdes Flores, presidenta del Partido Popular Cristiano y lideresa de Unidad Nacional. La cita que se llevó a cabo en casa de Flores Nano, duró una hora y se trataron los temas de realidad del país. García Pérez descartó haberle ofrecido algún puesto ministerial, anunció que fue confirmado por Flores Nano en el programa dominical «Pulso Nacional». Sin embargo, unas semanas después, aclaró que le había ofrecido la Presidencia del Consejo de Ministros y un cogobierno.
El 20 de julio, anunció a dos integrantes de su primer gabinete: José Antonio García Belaúnde como ministro de Relaciones Exteriores y a Luis Carranza como ministro de Economía y Finanzas. El nombramiento de García Belaúnde fue bien recibido por todos los sectores mientras que el Carranza solo fue recibido positivamente por el empresariado y por expertos en temas económicos. La Confederación General de Trabajadores del Perú y los representantes de Unión por el Perú calificaron el nombramiento de Carranza como un continuismo del modelo neoliberal de Alejandro Toledo y Alberto Fujimori, y como un acercamiento a la derecha de Lourdes Flores, quien calificó el nombramiento de Carranza en el MEF como «extraordinario».
Como parte de su vida privada,  después de la publicación de un artículo del periodista César Hildebrandt, el 23 de octubre confirmó tener un sexto hijo, fuera del matrimonio con Pilar Nores de García. Federico Danton García Cheesman fue reconocido por el presidente como su hijo, producto de una relación sentimental con Roxanne Elizabeth Cheesman Rajkovic. Inmediatamente, recibió algunos halagos de los parlamentarios por haber admitido públicamente a su hijo, pero otros como Lourdes Flores (lideresa de la oposición) o el congresista Daniel Abugattás, lo criticaron por ser «infiel» y a Pilar Nores de García por «aceptar cualquier agravio de su esposo».
En octubre de 2007 anunció también la creación de la Oficina Nacional Anticorrupción y a Carolina Lizárraga como jefa de dicho organismo. El anuncio fue criticado por el contralor de la República, la fiscal de la Nación y el presidente del Poder Judicial ya que podría darse una «duplicidad de funciones».

### Toma de mando
Para su transmisión de mando, el Ministerio del Interior dispuso que se desplegaran más de 11 000 policías. A la ceremonia asistieron nueve mandatarios y el entonces príncipe de Asturias, Felipe de Borbón. Según informes periodísticos, su discurso presidencial duraría únicamente 30 minutos, pero duró 105. Contrasta con los 120 que uso en su primer discurso en 1985.
A la ceremonia, acudieron los siguientes presidentes: Néstor Kirchner de Argentina, Luiz Inácio Lula da Silva de Brasil, Evo Morales de Bolivia, Michelle Bachelet de Chile, Álvaro Uribe Vélez de Colombia, Alfredo Palacio González de Ecuador, Elías Antonio Saca de El Salvador, entre otros. Representando a otros países, viajaron representantes de Argentina, Uruguay, Estados Unidos, Rusia, China, Luxemburgo, México, Argelia, Japón y demás delegaciones oficiales. Alan García comenzó su periodo presidencial a las 11:41 a. m. (hora Perú), rompiendo el protocolo ya que Mercedes Cabanillas no le puso la banda presidencial, sino que lo hizo él mismo debido a su alta estatura, aunque algunos piensan que lo hizo más bien por su afán de protagonismo.

### Relaciones internacionales

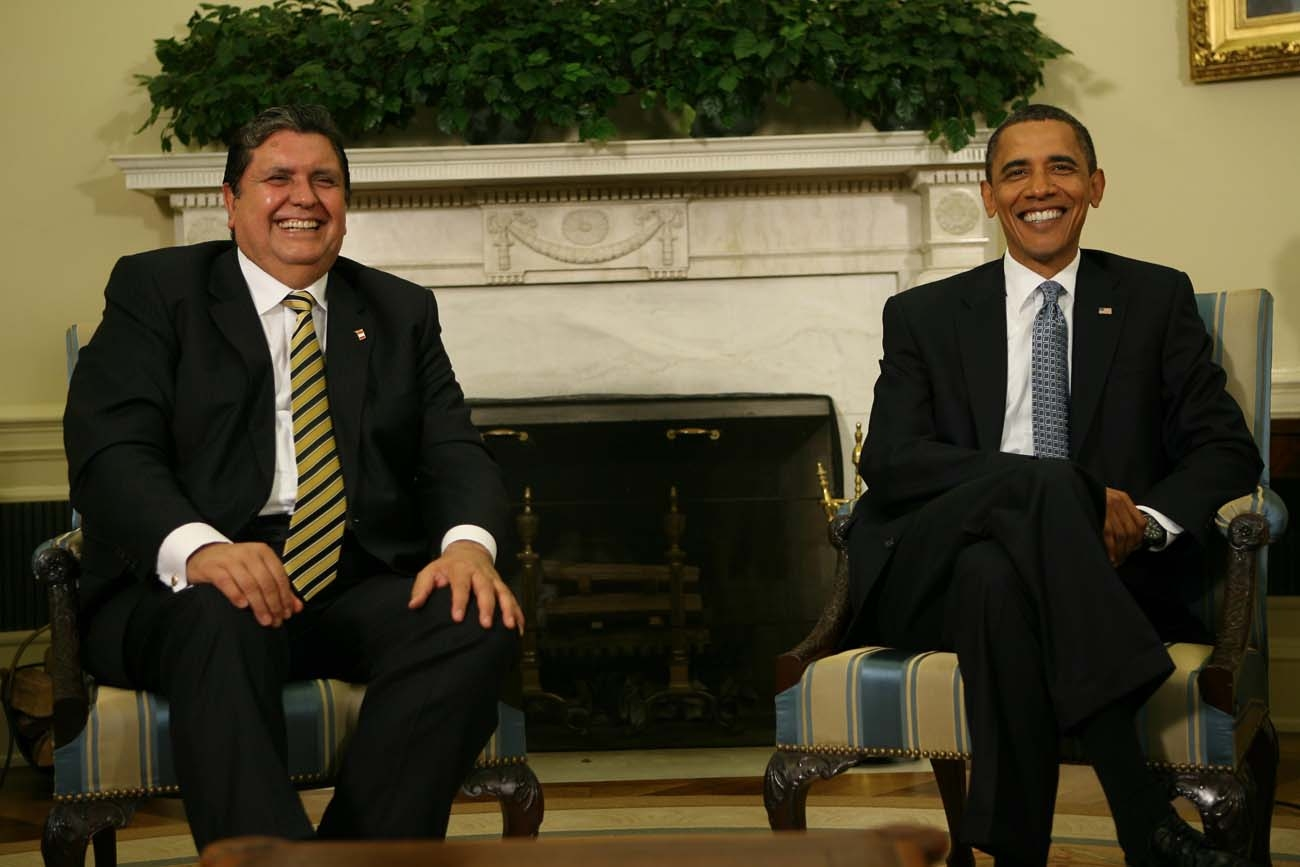
Alan García junto a su homólogo estadounidense Barack Obama, durante su viaje a ese país.

El 13 de junio de 2006 se reunió en Brasilia con Luiz Inácio Lula da Silva, amigo de la juventud, realizando su primer viaje al exterior como presidente electo. Juntos recordaron que García Pérez fue el único líder latinoamericano que lo recibió en 1989, luego de perder una contienda electoral. En temas bilaterales se habló de la importancia de la Carretera Interoceánica, el cuidado de la zona amazónica y sobre un futuro Tratado de Libre Comercio. García Pérez incluso se animó a decir que de ser brasileño, votaría por Lula.
El 22 de junio viajó a Chile para encontrarse con la presidenta Michelle Bachelet, quien lo recibió en el Palacio de La Moneda. Al encuentro viajó con José Antonio García Belaúnde, su asesor en temas internacionales y posteriormente ministro de Relaciones Exteriores del Perú. García Pérez conversó con Bachelet sobre el fortalecimiento de las relaciones bilaterales, muy dañadas durante los gobiernos de Alejandro Toledo y Ricardo Lagos. Por propias declaraciones de García, se supo que no trataron los temas de Alberto Fujimori ni del conflicto de delimitación marítima. Sobre el tema, García Pérez mencionó que en esta primera reunión, debía hablarse de coincidencias y no de asuntos que distancien.
Encontrándose en Santiago de Chile, se reunió con los principales líderes de la Concertación de Partidos por la Democracia, en especial con los representantes del Partido Socialista de Chile, partido de Bachelet. Su visita a Chile se vio enturbiada cuando un grupo de peruanos residentes en ese país, presentaron una querella contra García Pérez, responsabilizándolo por las matanzas ocurridas durante su gobierno. El 5 de julio se reunió con Álvaro Uribe Vélez y el 6 del mismo mes con Alfredo Palacio González, acudiendo a las citas con García Belaúnde y con Pilar Nores de García. García fue recibido cariñosamente por los colombianos, quienes lo asilaron por un breve tiempo en 1992. En Ecuador sostuvo como principales temas de conversación, mejorar las relaciones bilaterales, muy dañadas durante los últimos años.
Un pilar en del gobierno de Alan García en el ámbito de las relaciones exteriores, es mejorar la relación con Chile. El 28 de julio se reunió con Michelle Bachelet, con quien dialogó sobre el retorno de su país a la Comunidad Andina de Naciones, recientemente abandonada por Venezuela. Bachelet permaneció en el Perú hasta después de la Gran Parada y Desfile Militar, como invitada de honor de García Pérez. El 7 de agosto de 2006, viajó a Colombia para asistir a la toma de mando del reelecto Álvaro Uribe Vélez, acompañado únicamente por José Antonio García Belaúnde y un agente de seguridad. El viaje lo hizo en vuelo comercial. Estando en Bogotá, Alan García junto a Alfredo Palacio González, Álvaro Uribe Vélez y Álvaro García Linera le entregó a Michelle Bachelet, una invitación formal para que Chile retornara a la Comunidad Andina. Muchos critican esta actitud, por considerarla una actitud pasiva ante las supuestas agresiones territoriales del país sureño.
El 17 de agosto de 2006, anunció el nombramiento del economista Hernando de Soto como «representante personal del presidente de la República del Perú» para impulsar el Tratado de Libre Comercio Perú-Estados Unidos en el Congreso de los Estados Unidos, desempeñando el cargo de manera ad honorem. Cabe recordar que en la campaña se había mostrado opuesto a la firma de este tratado, anunciando inclusive que iba a retirar la firma de Toledo.

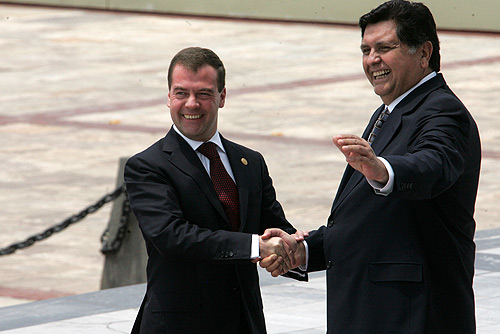
Alan García con Dmitri Medvédev (Presidente de Rusia) en noviembre de 2008.

El 25 de agosto, se anunció que el Perú volvería a integrar el denominado Grupo de los 20, luego de una coordinación entre los cancilleres de Perú y Brasil. Así mismo, se confirmó su visita a Brasil para el 9 y 10 de noviembre. El 20 de septiembre de 2006, en presencia de José Antonio García Belaúnde por el Perú, Chile retornó a la Comunidad Andina como miembro asociado, luego de que el Perú liderara las invitaciones de los respectivos países miembros.
El 4 de octubre, recibió a Felipe Calderón Hinojosa, presidente electo de México en Palacio de Gobierno del Perú. El 10 de octubre realizó su primera visita a los Estados Unidos de América como presidente de la República del Perú, viajando únicamente acompañado por el canciller José Antonio García Belaúnde y en un vuelo comercial. Mantuvo reuniones con altos funcionarios norteamericanos como Condoleezza Rice y Carlos M. Gutiérrez, en pos de buscar la aprobación del Acuerdo Comercial con Estados Unidos por parte del Congreso de los Estados Unidos.
Pese a que confirmó viajaría a la toma de mando de Calderón en México, no pudo hacerlo por motivos de agenda, cancelando su visita a última hora, hecho que molestó a Lourdes Flores por ser socialcristiana. Así mismo, viajó el 8 de diciembre a Cochabamba, Bolivia para asistir a la II Cumbre de la Comunidad Sudamericana de Naciones en calidad de representante del Perú. La cita sirvió también para reconciliarse con Hugo Chávez, con quien finalizó un periodo de ataques verbales. Inmediatamente después de finalizada la Cumbre, García recibió a Rafael Correa, presidente electo de Ecuador en Palacio de Gobierno como muestra de las buenas relaciones bilaterales.

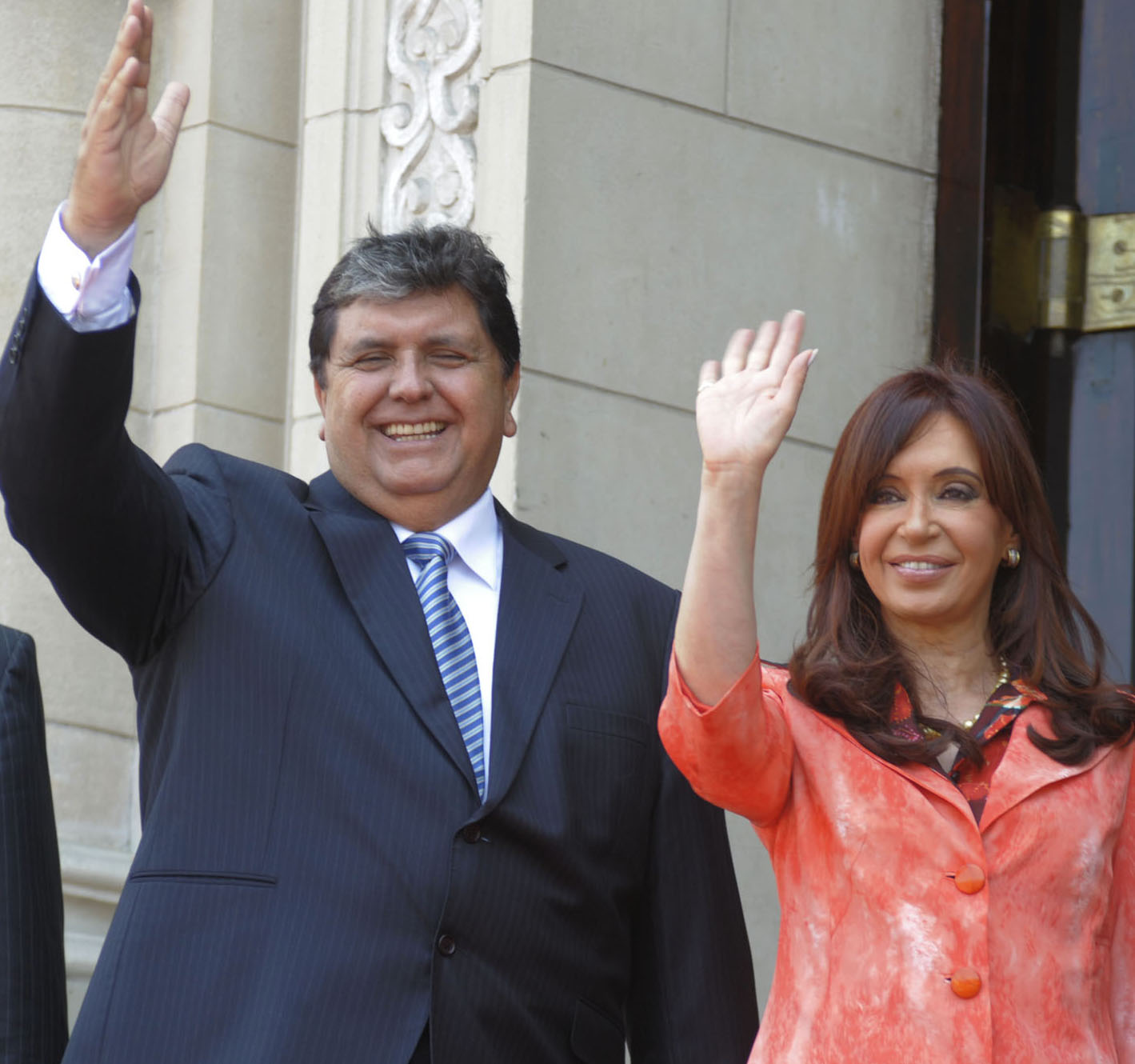
García con Cristina Fernández de Kirchner, ex presidente de la Nación Argentina, durante su segundo mandato.

El 4 de enero de 2007, recibió al canciller italiano Massimo d'Alema en La Casa de Pizarro, recibiendo la invitación para visitar Italia, a petición del presidente Giorgio Napolitano. Así mismo, su par peruano firmó un convenio con el gobierno italiano para un canje de deuda. Luego, desde el 6 del mismo mes, vino criticando un fallo de la Corte Interamericana de Derechos Humanos que exigía pagar indemnizaciones a terroristas confesos, caídos en el motín del Penal Castro Castro. García Pérez y el ministro Rafael Rey hablaron incluso del retiro del Perú de dicha instancia. Además, su bancada congresal planteó una acusación constitucional contra su antecesor Alejandro Toledo y su último ministro de Justicia Alejandro Tudela Chopitea por haberse allanado al fallo y permitir que la Corte del veredicto que actualmente está en debate. Así mismo, la congresista Keiko Fujimori y otros líderes del fujimorismo afirmaron que el allanamiento ante el fallo propiciado por Toledo, solo buscaba perjudicar a su padre para así acelerar su extradición, diciendo que el odio a su padre, ahora le costará millones al Perú. Esto es tomado por algunos sectores como una «alianza tácita» entre el fujimorismo y el APRA.
En el transcurso de su gestión, y luego de varios meses de negociaciones entre las cancillerías peruana y boliviana, se reactualizó el proyecto anteriormente denominado BoliviaMar y redenominado ahora MarBolivia, en ocasión del encuentro de Evo Morales y Alan García el 19 de octubre de 2010 en Ilo donde se firmaron varios acuerdos bilaterales y complementarios de aquellos de 1992 y reafirmando la concesión por 99 años del Perú a Bolivia de una salida no soberana al océano Pacífico, estableciendo una zona franca industrial y económica especial (ZOFIE) y una zona franca turística (ZFT), que no serán un obstáculo en el caso de que, en el marco de las conversaciones bilaterales boliviano – chilenas, se llegue a un acuerdo sobre el acceso al mar de Bolivia.

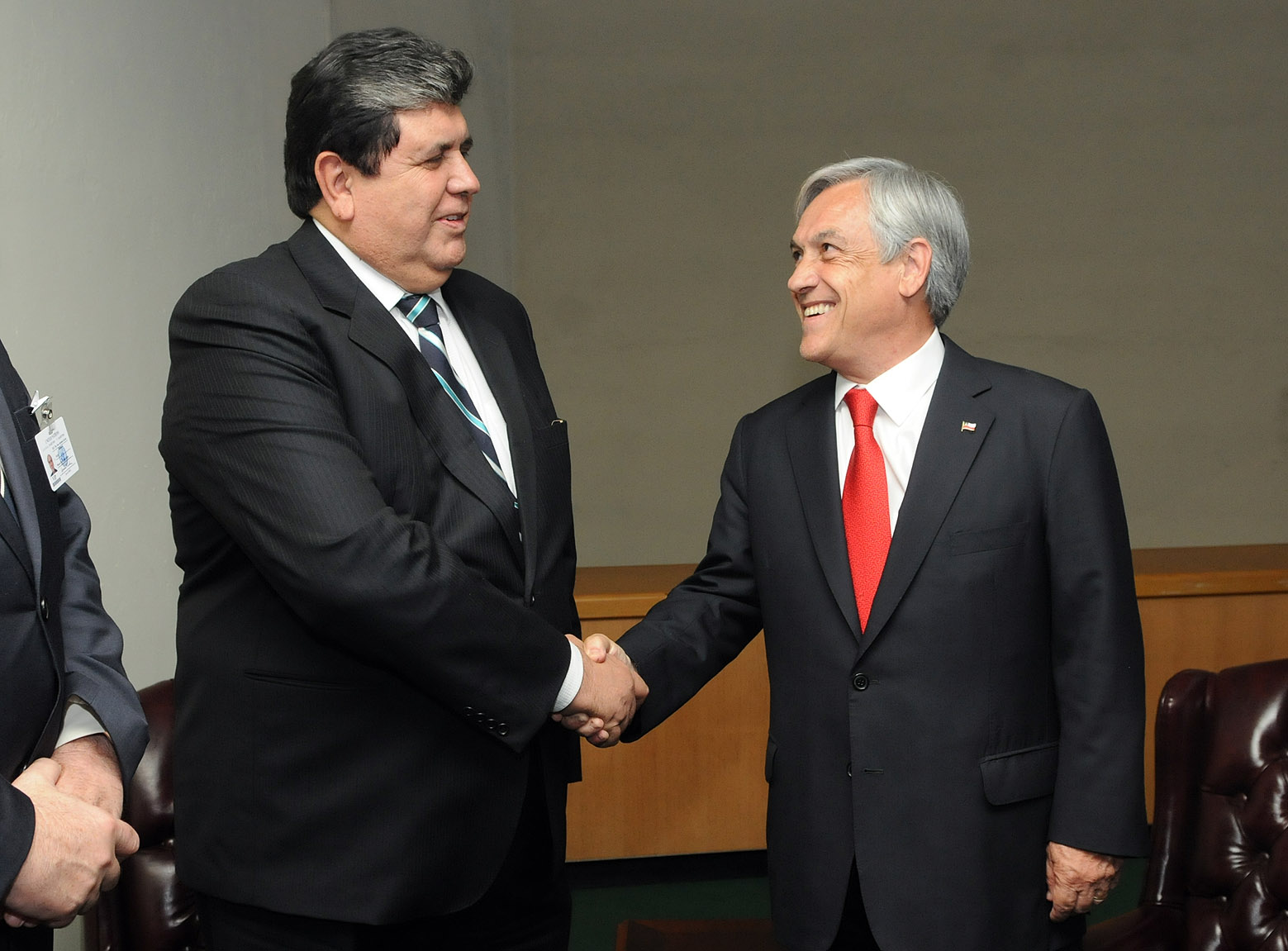
Con el entonces presidente de Chile, Sebastián Piñera.

En ocasión de su Visita de Estado a Chile el 19 y 20 de enero de 2011 se suscribieron dos acuerdos bilaterales para reforzar la relación entre el Perú y dicho país (tránsito fronterizo y lucha contra las drogas) y se acordó trabajar conjuntamente en una multiplicidad de temas diferentes de mutuo interés, lo que causó una impresión positiva en la población de ambos países. Durante su estadía, el jefe de Estado peruano entre otras cosas declaró: «Yo soy un convencido de que la unión de Chile y el Perú en sus propósitos, proyectos y políticas va a ser la piedra clave de la verdadera integración de Sudamérica y de América Latina». «Señor presidente, vamos a seguir trabajando y yo hasta el último segundo en que sea presidente, y desde el primer segundo en que no sea presidente, por el tiempo de los tiempos que sea necesario, porque esta es una apuesta que aquí grabamos, este es un compromiso que aquí hacemos y no me detendré, y estoy seguro que usted tampoco, hasta que haya una sólida y vertebrada alianza sin temores entre nuestros países».

### Política interior
La gestión de García Pérez comenzó el 28 de julio de 2006, presentando numerosos proyectos de ley y decretos supremos que reducían el salario de los cargos políticos del Estado peruano. Su ministro de Defensa, Allan Wagner Tizón anunció que se reanudaría la homologación de gastos militares con Chile, esta noticia fue confirmada por el ministro de Relaciones Exteriores de Chile Alejandro Foxley. El día 4 de agosto de 2006, García Pérez se reunió con María Teresa Fernández de la Vega, vicepresidenta primera del Gobierno de España, con quien trató temas sobre las relaciones entre España y el Perú. Fernández de la Vega también habló sobre el apoyo de España a las comunidades indígenas del Perú, así como de las inversiones de su país en Perú.
García Pérez viajó el 5 de agosto a Puno y Tacna, acompañado por el presidente del Consejo de Ministros Jorge del Castillo, la ministra de Transportes y Comunicaciones Verónica Zavala Lombardi y el congresista aprista César Zumaeta. En su primer viaje al interior del Perú, promulgará en Puno la nueva zona franca y en Tacna para darle importancia al puente Almirante Grau y el ferrocarril del Departamento de Tacna.
Como parte de su promesa de campaña, el 8 de agosto, propuso someter a referéndum el retorno a la pena de muerte para los violadores de niños. Su propuesta fue inmediatamente respaldada por congresistas como Lourdes Alcorta Suero o Luisa María Cuculiza, sin embargo encontró oposición en Luis Giampietri Rojas y Lourdes Mendoza del Solar, integrantes del Partido Aprista. El Congreso de la República del Perú vería si lo debate internamente o si acepta la propuesta del presidente. El anuncio ha causado opiniones encontradas incluso en el propio Consejo de Ministros.
La ministra de Transportes Verónica Zavala, anunció que durante la gestión de García, se entregaría en concesión varios aeropuertos del interior del Perú. Así mismo, Pilar Mazzetti (Interior) puso en marcha el «Plan Telaraña 2» con la compra de más de 200 motocicletas para la Policía Nacional del Perú. También anunció que durante la gestión de García, la Policía podría experimentar aumentos de salarios en los próximos nueve meses ya que la política de austeridad lo permitiría. El 18 de agosto, recibió a la «Fragata BAP Bolognesi», en una reunión presidida por él, los vicepresidentes de la República Luis Giampietri Rojas y Lourdes Mendoza del Solar y el ministro de Defensa Allan Wagner Tizón. Ese mismo día, promulgó la ley que integra a numerosos mototaxistas al Sistema Integral de Salud en una ceremonia en Palacio de Gobierno del Perú, acompañado por el Congresista de la República del Perú Mauricio Mulder y varios miembros apristas.
El 20 de agosto, Construcción Civil anunció una huelga nacional contra el gobierno de García Pérez por supuestamente no haber cumplido sus promesas electorales. La clase política nacional, liderada por Luis Gonzales Posada ha rechazado esta manifestación por inconsistente e incluso ha acusado a Ollanta Humala de provocar este acto. Como muestra de austeridad, Alan García se inscribió en el Seguro Social de Salud (EsSalud), el 22 de agosto de 2006, renunciando también al seguro de vida que tenía Alejandro Toledo.
Tan solo al día siguiente, la Mina de Yanacocha cerró sus operaciones totalmente, ante las protestas de los comuneros. Rápidamente, Jorge del Castillo, Juan Valdivia Romero y Pilar Mazzetti fueron tildados de ineficientes en sus cargos por permitir que el conflicto lleve a tal desenlace. El 29 de agosto, luego de una ardua negociación en la Presidencia del Consejo de Ministros, se llegó al acuerdo de atender las necesidades de Cajamarca y que Yanacocha vuelva a abrir sus puertas.
El 8 de septiembre de 2006, inició el proyecto contra la analfabetización, acompañador por José Antonio Chang y Susana Pinilla. Su gobierno invertirá cerca de 350 000 000 de soles al año para apoyar este proyecto, esperando acabar con la analfabetización en el año 2011. El 19 de septiembre, anunció que se evaluarían a los maestros y estudiantes, con el fin de apoyar el plan de alfabetización. Al día siguiente, recibió su primera gran manifestación en contra de su gobierno, liderada por la Confederación General de Trabajadores del Perú y Ollanta Humala, causando un gran congestionamiento en las principales vías de tránsito de Lima. La marcha tuvo como fin, demandarle a García el cumplimiento de sus promesas electorales.
Con el fin de que no haya más accidentes de tránsito, García lanzó el plan «Tolerancia Cero», con el cual busca que aquellos vehículos que no cumplan aunque sea un requista, no puedan circular por las carreteras. Fue acompañado por Verónica Zavala Lombardi. El 8 de enero de 2007, se realizó la evaluación a los maestros del Perú, programa que fue rechazado por Sindicato Unitario de Trabajadores en la Educación del Perú y su secretaria general Caridad Montes por considerarlo inadecuado, y además por la satanización de la que estaban siendo víctimas los maestros; el proceso fue propuesto por el presidente García con la aprobación de importantes líderes políticos y sociales. El 11 de enero de 2007, el Congreso de la República rechazó su proyecto para aplicar la pena de muerte para aquellos que cometan actos de terrorismo, votando a favor el aprismo y el fujimorismo y en contra los nacionalistas, upepistas, Unidad Nacional y miembros de la Alianza Parlamentaria. Sin embargo el mismo día, propuso un referéndum para consultarle al pueblo sobre tal materia, aun cuando antes habría de realizarse un cambio constitucional ya que la Carta Magna no permite referéndums para restringir derechos fundamentales (en este caso la vida).
Sobre esta materia, recibió las críticas de los dos líderes opositores. Ollanta Humala expresó su rechazo a las opiniones del presidente sobre el allanamiento ante la Corte Interamericana de Derechos Humanos, afirmando que el Perú debía acatar el fallo. De la misma manera, Lourdes Flores Nano afirmó que García no puede volver a «tener caprichos» como los tuvo durante su primera gestión en el caso de la estatización de la banca y el no pagar la deuda externa.
A escasos días de culminar su mandato constitucional, julio del año 2011, su segunda gestión era aprobada aproximadamente por el 42% de los peruanos, recuperándose de su nivel más bajo, 19%, alcanzado en septiembre del año 2008.

#### Controversias
Las políticas de Alan García, quien a pesar de las pruebas fotográficas no ha reconocido la existencia de indígenas no contactados en el territorio de Perú, han sido criticadas rotundamente por grupos indígenas del país, porque ha facilitado a foráneos el acceso a las tierras indígenas para la explotación de sus recursos.
El 5 de junio de 2009, la ministra del Interior Mercedes Cabanillas ordenó que la policía recuperara las carreteras tomadas por los indígenas amazónicos que las habían bloqueado en la región de Bagua. Los indígenas de la selva peruana, históricamente relegados por las políticas extractivistas de los gobiernos, se manifestaron contra los decretos especiales que habían sido decretados por el Poder Ejecutivo, los cuales regulaban la explotación de las tierras eriazas para la explotación de recursos naturales no renovables y renovables. Según la información oficial del estado, fallecieron en total 10 indígenas (aunque pobladores locales indican que fueron muchos más) y 24 policías. Según algunos testigos, los cuerpos de los indígenas asesinados fueron arrojados a los ríos. Parte de los policías enviados fueron al parecer sido ejecutados por un grupo de indígenas, a pesar de estar desarmados. El estado emitió un spot televisivo en donde llamaba a los indígenas extremistas y mostró imágenes de algunos policías asesinados; muchos calificaron aquel spot como promovedor del odio, por lo que fue emitido solo pocas veces en televisión. Dos investigadores Belgas presenciaron los incidentes y narraron los hechos en un vídeo de la ONG de derechos humanos Survival International. Estos hechos no pudieron ser confirmados ni por la Defensoría del Pueblo ni por la Misión especial enviada por la ONU. Existe una película al respecto, «El choque de dos mundos», donde se brinda detalles de los hechos sucedidos, con videos de los acusados y las declaraciones de los políticos y personajes influyentes de la televisión peruana, como por ejemplo «yo no me voy a quedar sin luz porque ustedes tienen un problema que no quieren dialogar» de Mariella Balbi, entre otros.
En 2016 y 2017, cinco de sus exministros son citados por casos de corrupción en relación con la empresa Odebrecht.

### Política económica
Alan García se distanció de la socialdemocracia y del proyecto de estado del bienestar, denunciando a los movimientos sociales, los indígenas, los ecologistas y la izquierda como enemigos de la modernización del país. Nombró a personalidades de la derecha conservadora, como Rafael Rey, para puestos clave del gobierno. Alan García continua la política económica de Alejandro Toledo. Es así que los Tratados de Libre Comercio con Estados Unidos y Tailandia serán repotenciados con los Tratados con Chile y México. El tratado con Estados Unidos prevé la privatización de los recursos naturales y energéticos, la venta de concesiones en el corazón de la selva amazónica para atraer capital privado, la venta de tierras en las que se asientan comunidades campesinas e indígenas, la reducción de impuestos a la industria minera y la privatización del agua para riego agrícola.
En agosto de 2006, las reservas internacionales del Perú, alcanzaron un récord histórico. Como parte de la nueva integración con Chile, este país se ha comprometido a impulsar que el Acuerdo Estratégico Trans-Pacífico de Asociación Económica acepte al Perú como miembro pleno, con lo que pasaría a ser el «P5». El 20 de septiembre de 2006, se anunció que el futuro TLC con Singapur estaría en su tercera ronda de negociaciones.

### Ministros de Estado
El 27 de julio de 2006, Alan García anunció a los integrantes de su primer Consejo de Ministros, el cual es presidido por Jorge Del Castillo, íntimo amigo de García Pérez y secretario general del Partido Aprista. Destacan cinco mujeres, el más alto en la historia peruana y uno de los más altos a nivel de América Latina, además de numerosos independientes y trabajadores del régimen toledista, mientras que solo siete apristas integran el Consejo. Con la renuncia de Mazzetti en febrero de 2007, quedaron cinco mujeres y se agregó un aprista al Gabinete.
Entre el 12 y 15 de agosto, el ministro de Vivienda Hernán Garrido Lecca tuvo un entercado verbal con el congresista de la República del Perú y extitular de ese sector Carlos Bruce, por supuestamente haberle mentido al país con obras que se realizarían sin licitaciones. Al día siguiente se reunieron con Jorge Del Castillo para arreglar sus diferencias. El mismo día, la ministra de Trabajo Susana Pinilla, sostuvo que su antecesor Carlos Almería, había incurrido en graves actos de corrupción con el Programa «A Trabajar Urbano», cobrando por los cupos, dinero que sería entregado a su gente de confianza e incluso a Alejandro Toledo. Así mismo, Pilar Mazzetti fue denunciada por supuestamente haber colocado a su amiga íntima en un puesto del Ministerio del Interior del Perú que había desaparecido en el 2005.
El día 25 de agosto de 2006, se presentaron ante el Congreso de la República del Perú en una anecdótica sesión, con el fin de obtener el voto de confianza. Durante su presentación, el parlamentario Víctor Andrés García Belaúnde anunció la muerte de Valentín Paniagua, interrumpiendo la presentación de Del Castillo. Posteriormente se confirmó que no había muerto, causando alivio pero malestar entre los presentes, quienes le habían dado un minuto de silencio como homenaje «póstumo». Luego, el congresista Miró Ruiz, le entregó unas «rodilleras» al Titular del MEM ya que, según él y sus representados, el gobierno negocia «de rodillas» con las mineras.
Finalmente, luego del debate en el pleno, obtuvieron el respaldo del Partido Aprista, Unidad Nacional, Grupo Parlamentario Fujimorista y la Alianza Parlamentaria. Los miembros de Unión por el Perú se abstuvieron, mientras que el Partido Nacionalista Peruano votó en contra. El 9 de septiembre de 2006, nombró a Arturo Woodman de Unidad Nacional como presidente del Instituto Peruano del Deporte y pese a no ser ministerio, tiene rango de tal.
El 24 de febrero de 2007, Pilar Mazzetti renunció al despacho del Interior, siendo la primera baja del Gabinete prescidido por Jorge Del Castillo. Mazzetti Soler fue reemplazada en el cargo por el compañero aprista Luis Alva Castro, juramentando el 26 de febrero del mismo año. Similar problema tuvo cuando Juan José Salazar renunció a la cartera de Agricultura, siendo reemplazado por el empresario agrícola Ismael Benavides Ferreyros.
En octubre de 2007, el presidente García anunció cambios ministeriales a cargo de Jorge Del Castillo, ratificándolo de alguna manera en el cargo. Esto podría considerarse como un «hito histórico» en el Perú pues es la primera vez que se habla de cambios ministeriales sin la salida del presidente del Consejo de Ministros. Entre los rumores de salida de la prensa se encontraban Verónica Zavala Lombardi, María Zavala Valladares y Carlos Vallejos Sologuren. Así mismo, se habló también de un «enroque» para que Susana Pinilla pasara al Ministerio de la Mujer y otro más para que Luis Alva Castro pasara al Ministerio de Defensa, aunque también se especulaba que Mercedes Cabanillas tomara esa posición.
Sin embargo, el 19 de diciembre se dieron a conocer los cambios Ministeriales y hubo 6 cambios, 2 rotaciones y 4 nuevos Ministros, que juraron el 20 de diciembre de 2007. Además, el 13 de mayo de 2008, se creó el Ministerio del Ambiente, siendo su primer titular, Antonio Brack Egg. Juramentó el 16 de mayo del mismo año, durante la V Cumbre ALC-UE.
| Ministerio                           | Nombre                                                   | Periodo                                            |
| ------------------------------------ | -------------------------------------------------------- | -------------------------------------------------- |
| Presidencia del Consejo de Ministros | Jorge del Castillo Gálvez (Partido Aprista Peruano)      | 28 de julio del 2006-14 de octubre del 2008        |
| Presidencia del Consejo de Ministros | Yehude Simon Munaro (Partido Humanista Peruano)          | 14 de octubre del 2008-11 de julio del 2009        |
| Presidencia del Consejo de Ministros | Javier Velásquez Quesquén (Partido Aprista Peruano)      | 11 de julio del 2009-12 de septiembre del 2010     |
| Presidencia del Consejo de Ministros | José Antonio Chang (Independiente)                       | 14 de septiembre del 2010-18 de marzo del 2011     |
| Presidencia del Consejo de Ministros | Rosario Fernández Figueroa (Independiente)               | 19 de marzo del 2011-28 de julio del 2011          |
| Relaciones Exteriores                | José Antonio García Belaúnde (Independiente)             | 28 de julio del 2006-28 de julio del 2011          |
| Defensa                              | Allan Wagner Tizón (Independiente)                       | 28 de julio del 2006-20 de diciembre del 2007      |
| Defensa                              | Ántero Flores-Aráoz (Partido Popular Cristiano)          | 20 de diciembre del 2007-11 de julio del 2009      |
| Defensa                              | Rafael Rey Rey (Renovación Nacional)                     | 11 de julio del 2009-12 de septiembre del 2010     |
| Defensa                              | Jaime Thorne León (Independiente)                        | 14 de septiembre del 2010-28 de julio del 2011     |
| Agricultura                          | Juan José Salazar García (Partido Aprista Peruano)       | 28 de julio del 2006-20 de mayo del 2007           |
| Agricultura                          | Ismael Benavides Ferreyros (Independiente)               | 22 de mayo del 2007-14 de octubre del 2008         |
| Agricultura                          | Carlos Leyton Muñoz (Independiente)                      | 14 de octubre del 2008-11 de julio del 2009        |
| Agricultura                          | Adolfo de Córdova Vélez (Partido Aprista Peruano)        | 11 de julio del 2009-14 de septiembre del 2010     |
| Agricultura                          | Rafael Quevedo Flores (Independiente)                    | 14 de septiembre del 2010-13 de mayo del 2011      |
| Agricultura                          | Jorge Villasante Araníbar (Partido Aprista Peruano)      | 13 de mayo del 2011-28 de julio del 2011           |
| Trabajo y Promoción del Empleo       | Susana Pinilla Cisneros (Independiente)                  | 28 de julio del 2006-20 de diciembre del 2007      |
| Trabajo y Promoción del Empleo       | Mario Pasco Cosmópolis (Independiente)                   | 20 de diciembre del 2007-4 de octubre del 2008     |
| Trabajo y Promoción del Empleo       | Jorge Villasante Araníbar (Partido Aprista Peruano)      | 4 de octubre del 2008-11 de julio del 2009         |
| Trabajo y Promoción del Empleo       | Manuela García Cochagne (Independiente)                  | 11 de julio del 2009-28 de julio del 2011          |
| Mujer y Desarrollo Social            | Virginia Borra Toledo (APRA)                             | 28 de julio del 2006-20 de diciembre del 2007      |
| Mujer y Desarrollo Social            | Susana Pinilla Cisneros (Independiente)                  | 20 de diciembre del 2007-14 de octubre del 2008    |
| Mujer y Desarrollo Social            | Carmen Vildoso Chirinos (Independiente)                  | 14 de octubre del 2008-11 de junio del 2009        |
| Mujer y Desarrollo Social            | Nidia Vílchez Yucra (Partido Aprista Peruano)            | 11 de junio del 2009-14 de septiembre del 2010     |
| Mujer y Desarrollo Social            | Virginia Borra Toledo (Partido Aprista Peruano)          | 14 de septiembre del 2010-28 de julio del 2011     |
| Economía y Finanzas                  | Luis Carranza Ugarte (Independiente)                     | 28 de julio del 2006-14 de julio del 2008          |
| Economía y Finanzas                  | Luis Valdivieso Montano (Independiente)                  | 14 de julio del 2008-19 de enero del 2009          |
| Economía y Finanzas                  | Luis Carranza Ugarte (Independiente)                     | 19 de enero del 2009-22 de diciembre del 2009      |
| Economía y Finanzas                  | Mercedes Aráoz Fernández (Independiente)                 | 22 de diciembre del 2009-12 de septiembre del 2010 |
| Economía y Finanzas                  | Ismael Benavides Ferreyros                               | 14 de septiembre del 2010-28 de julio del 2011     |
| Transportes y Comunicaciones         | Verónica Zavala Lombardi (Independiente)                 | 28 de julio del 2006-29 de noviembre del 2008      |
| Transportes y Comunicaciones         | Enrique Cornejo Ramírez (Partido Aprista Peruano)        | 29 de noviembre del 2008-28 de julio del 2011      |
| Vivienda, Construcción y Saneamiento | Hernán Garrido Lecca (Partido Aprista Peruano)           | 28 de julio del 2006-20 de diciembre del 2007      |
| Vivienda, Construcción y Saneamiento | Enrique Cornejo Ramírez (Partido Aprista Peruano)        | 20 de diciembre del 2007-29 de noviembre del 2008  |
| Vivienda, Construcción y Saneamiento | Nidia Vílchez Yucra (Partido Aprista Peruano)            | 29 de noviembre del 2008-11 de junio del 2009      |
| Vivienda, Construcción y Saneamiento | Francis Allison Oyague (Unidad Nacional)                 | 11 de junio del 2009-29 de septiembre del 2009     |
| Vivienda, Construcción y Saneamiento | Juan Sarmiento Soto (Partido Aprista Peruano)            | 29 de septiembre del 2009-28 de julio del 2011     |
| Comercio Exterior y Turismo          | Mercedes Aráoz Fernández (Independiente)                 | 28 de julio del 2006-11 de julio del 2009          |

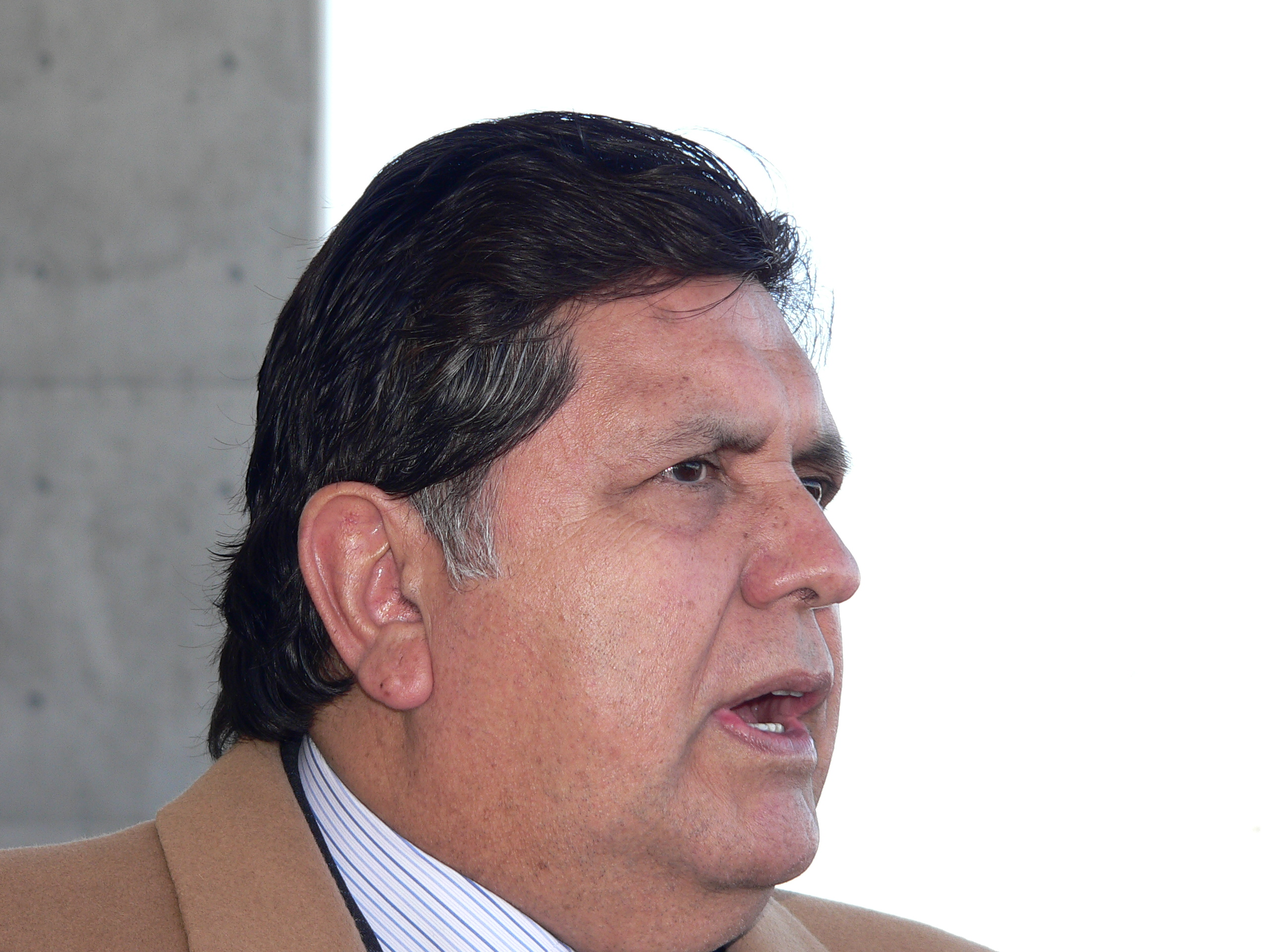
Alan García en el año 2007.

| Comercio Exterior y Turismo          | Martín Pérez Monteverde (Unidad Nacional)                | 11 de julio del 2009-12 de septiembre del 2010     |
| Comercio Exterior y Turismo          | Eduardo Ferreyros Küppers (Independiente)                | 14 de septiembre del 2010-28 de julio del 2011     |
| Producción                           | Rafael Rey Rey (Renovación Nacional)                     | 28 de julio del 2006-14 de octubre del 2008        |
| Producción                           | Elena Conterno Martinelli (Independiente)                | 14 de octubre del 2008-11 de julio del 2009        |
| Producción                           | Mercedes Aráoz Fernández (Independiente)                 | 11 de julio del 2009-22 de diciembre del 2009      |
| Producción                           | José Nicanor Gonzáles Quijano (Independiente)            | 22 de diciembre del 2009-12 de septiembre del 2010 |
| Producción                           | Jorge Villasante Araníbar (Partido Aprista Peruano)      | 14 de septiembre del 2010-13 de mayo del 2011      |
| Producción                           | Luis Nava Guibert (Partido Aprista Peruano)              | 13 de mayo del 2011-28 de julio del 2011           |
| Salud                                | Carlos Vallejos Sologuren (Partido Aprista Peruano)      | 28 de julio del 2006-20 de diciembre del 2007      |
| Salud                                | Hernán Garrido Lecca (Partido Aprista Peruano)           | 20 de diciembre del 2007-14 de octubre del 2008    |
| Salud                                | Óscar Ugarte Ubilluz (Partido Humanista Peruano)         | 14 de octubre del 2008-28 de julio del 2011        |
| Energía y Minas                      | Juan Valdivia Romero (Partido Aprista Peruano)           | 28 de julio del 2006-14 de octubre del 2008        |
| Energía y Minas                      | Pedro Sánchez Gamarra (Independiente)                    | 14 de octubre del 2008-28 de julio del 2011        |
| Educación                            | José Antonio Chang (Independiente)                       | 28 de julio del 2006-18 de marzo del 2011          |
| Educación                            | Víctor Raúl Díaz Chávez                                  | 19 de marzo del 2011-28 de julio del 2011          |
| Interior                             | Pilar Mazzetti Soler (Independiente)                     | 28 de julio del 2006-24 de febrero del 2007        |
| Interior                             | Luis Alva Castro (Partido Aprista Peruano)               | 26 de febrero del 2007-14 de octubre del 2008      |
| Interior                             | Remigio Hernani Meloni (Independiente)                   | 14 de octubre del 2008-19 de febrero del 2009      |
| Interior                             | Mercedes Cabanillas Bustamante (Partido Aprista Peruano) | 19 de febrero del 2009-11 de julio del 2009        |
| Interior                             | Octavio Salazar Miranda (Independiente)                  | 11 de julio del 2009-12 de septiembre del 2010     |
| Interior                             | Fernando Barrios Ipenza (Partido Aprista Peruano)        | 14 de septiembre del 2010-22 de noviembre del 2010 |
| Interior                             | Miguel Hidalgo Medina (Independiente)                    | 23 de noviembre del 2010-28 de julio del 2011      |
| Justicia                             | María Zavala Valladares (Independiente)                  | 28 de julio del 2006-20 de diciembre del 2007      |
| Justicia                             | Rosario Fernández Figueroa (Independiente)               | 20 de diciembre del 2007-11 de julio del 2009      |
| Justicia                             | Aurelio Pastor Valdivieso (Partido Aprista Peruano)      | 11 de julio del 2009-16 de marzo del 2010          |
| Justicia                             | Víctor García Toma (Independiente)                       | 18 de marzo del 2010-12 de septiembre del 2010     |
| Justicia                             | Rosario Fernández Figueroa (Independiente)               | 14 de septiembre del 2010-28 de julio del 2011     |
| Ambiente                             | Antonio Brack Egg (Independiente)                        | 16 de mayo del 2008-28 de julio del 2011           |
| Cultura                              | Juan Ossio Acuña (Independiente)                         | 4 de septiembre del 2010-28 de julio del 2011      |

## Post segunda presidencia
Alan García, como ofreció durante la campaña electoral de 2011, se puso a disposición del nuevo jefe de Estado para servir a los intereses del Perú en la forma que se le requiera.
Adicionalmente, también se dedicó a escribir artículos de opinión, principalmente sobre su visión interna y externa orientados prioritariamente a la disminución de la pobreza en el Perú, al incremento de la inversión externa y a temas relacionados con el crecimiento de la economía peruana con sensibilidad social.
El aumento de sueldo a los ministros realizado en febrero de 2014 fue duramente criticado por el expresidente, quien durante su gobierno redujo el sueldo de los miembros de su Gabinete a la mitad, lo que, según los voceros del oficialismo, provocó una fuga de talentos del aparato estatal. Por medio de su cuenta de Twitter, calificó la medida como «la gran repartija».

### Elecciones generales de 2016
En 2016 postuló a las elecciones presidenciales del Perú en búsqueda de un tercer mandato, esta vez con la alianza política Alianza Popular en la que se unieron el Partido Aprista Peruano y el Partido Popular Cristiano por primera vez, siendo la candidata a vicepresidente, Lourdes Flores. Sin embargo, García no alcanzó el éxito esperado obteniendo solo el 6 % de la votación.

## Investigaciones por corrupción

### Megacomisión
En 2013 se formó una megacomisión la cual duró cinco años para investigar las irregularidades del segundo gobierno de Alan García, con el nacionalista Sergio Tejada como titular. Ocho fueron los casos denunciados, de los que destacaron los casos Colegios Emblemáticos y Narcoindultos. De los ocho casos que analizó la megacomisión, en ninguno de ellos la comisión pudo continuar las investigaciones contra el expresidente debido a que este presentó una acción de amparo contra la comisión alegando la vulneración al debido proceso. Como consecuencia de ello, el Poder Judicial anuló todo lo actuado respecto a García, impidiendo ello la prosecución de la investigación.

### Impedimento de salida y pedido de asilo
En sus últimos años, García vivió entre Lima y Madrid. En noviembre de 2018 regresó al Perú para asistir a una citación fiscal. Sin embargo, los fiscales solicitaron impedimento de salida del país. Cuestionado públicamente en referencia a unos 24 millones de dólares en sobornos supuestamente pagados por la empresa Odebrecht a su gobierno, el 15 de noviembre de 2018 negando lo denunciado Alan García enfrentó a algunos medios peruanos, para finalmente declarar: 
«Entonces dicen, veinte millones (de dólares) menos los ocho que le dieron al viceministro (Jorge Cuba Hidalgo), los otros doce deben ser de Alan García. Demuéstrenlo pues, imbéciles, demuéstrenlo. Encuentren algo».
El 17 de noviembre de 2018 el Segundo Juzgado de Investigación Preparatoria Anticorrupción, aceptando el pedido del fiscal José Domingo Pérez, emitió una orden de impedimento de salida del país por dieciocho meses contra Alan García por el caso Línea 1 del Metro de Lima, siendo la obra pública cuestionada de la empresa Odebrecht. Pese a que al conocer dicha noticia el expresidente manifestó que se allanaba al mandato judicial, asegurando incluso que no consideraba como una sanción estar dieciocho meses en su patria, este procedió a refugiarse en la embajada de Uruguay y solicitar asilo diplomático alegando una supuesta persecución política. Así, el 18 de noviembre de 2018 el Ministerio de Relaciones Exteriores del Perú informó que el embajador de la República Oriental del Uruguay le había comunicado el ingreso de expresidente a su residencia y el pedido de asilo diplomático. El ministro de Relaciones Exteriores de Uruguay, Rodolfo Nin Novoa, informó que Uruguay había decidido dar trámite a la solicitud de asilo. El 20 de noviembre de 2018, la cancillería peruana entregó una nota diplomática al embajador uruguayo, Carlos Barros, sobre la solicitud de asilo diplomático presentada por Alan García, expresando la postura del gobierno peruano y negando la existencia de una persecución política. El 3 de diciembre de 2018, el gobierno uruguayo le negó el asilo diplomático a García indicando que «en el Perú funcionan autónomamente y libremente los tres poderes del Estado, especialmente el Poder Judicial que está llevando a cabo las investigaciones de eventuales delitos económicos» y que en tal sentido «invitamos al Sr. Alan Garcia a retirarse de nuestra residencia diplomática». Esa misma mañana García tuvo que abandonar dicha sede. Poco después se supo que el expresidente había intentado obtener asilo ante los gobiernos de Costa Rica y Colombia, siendo rechazado en ambos casos.

### Investigación del caso Odebrecht y orden de prisión preliminar
El 4 de enero Alan García se presentó ante fiscalía en calidad de testigo para declarar en la investigación seguida contra Miguel Atala (exvicepresidente de PetroPerú), por haber recibido un soborno por parte de la empresa Odebrecht. 
El 12 de abril se supo que la Fiscalía había solicitado impedimento de salida del país contra el exsecretario General de la Presidencia de la República durante el gobierno de Alan García Luis Nava Guibert y su hijo, al conocerse que entre ambos recibieron pagos ilegales por 4.5 millones de dólares de parte de Odebrecht. El 16 de abril el Poder Judicial ordenó la detención preliminar a Alan García por 10 días, así como a su exsecretario general de Presidencia Luis Nava.
Sin embargo el día 6 de octubre de 2022, Andorra bloqueo 37 millones en sobornos de Odebrecht del entorno del fallecido expresidente Alan García lo que corroboraba lo manifestado por los colaboradores eficaces del caso.

## Detención y suicidio

### Procesos de investigación del caso Odebrecht, orden de prisión preliminar
El 4 de enero de 2019, Alan García se presentó ante la Fiscalía en calidad de testigo para brindar su declaración sobre una investigación en contra de Miguel Atala (exvicepresidente de PetroPerú) por haber recibido un soborno de la empresa Odebrecht. 
El 12 de abril del mismo año, se supo que la Fiscalía había solicitado un impedimento de salida del país contra el exsecretario general de la presidencia de la república Luis Nava Guibert (durante el gobierno de Alan García) y su hijo tras conocerse que entre ambos habían recibido pagos ilegales de 4.5 millones de dólares por parte de Odebrecht. El 16 de abril el Poder Judicial ordenó la detención preliminar de Alan García, así como la de su exsecretario general de presidencia Luis Nava, por 10 días.
A las 6:27 h (UTC-5) del 17 de abril de 2019, conocida la orden de detención preliminar, un representante del Ministerio Público, acompañado de la Policía Nacional del Perú, llegó a la casa del expresidente Alan García para detenerlo. Según manifestó el ministro del Interior, Carlos Morán, García entró a su habitación con la supuesta intención de llamar a su abogado. Acto seguido (6:31 h [UTC-5]), se escuchó un disparo que alertó al personal que se encontraba en la residencia. La policía forzó la puerta de la habitación, luego verificaron que el líder aprista se había disparado en la cabeza. Fue llevado al hospital Casimiro Ulloa, en estado muy grave, por la Policía Nacional del Perú e ingresó. Tras cuatro horas de internamiento, algunos dirigentes del partido aprista y Nidia Vílchez confirmaron que Alan García había fallecido como consecuencia del disparo.
En un comunicado, el hospital lamentó el fallecimiento producido a las 10:05 h por una hemorragia cerebral masiva y un paro cardiorrespiratorio.

### Funeral

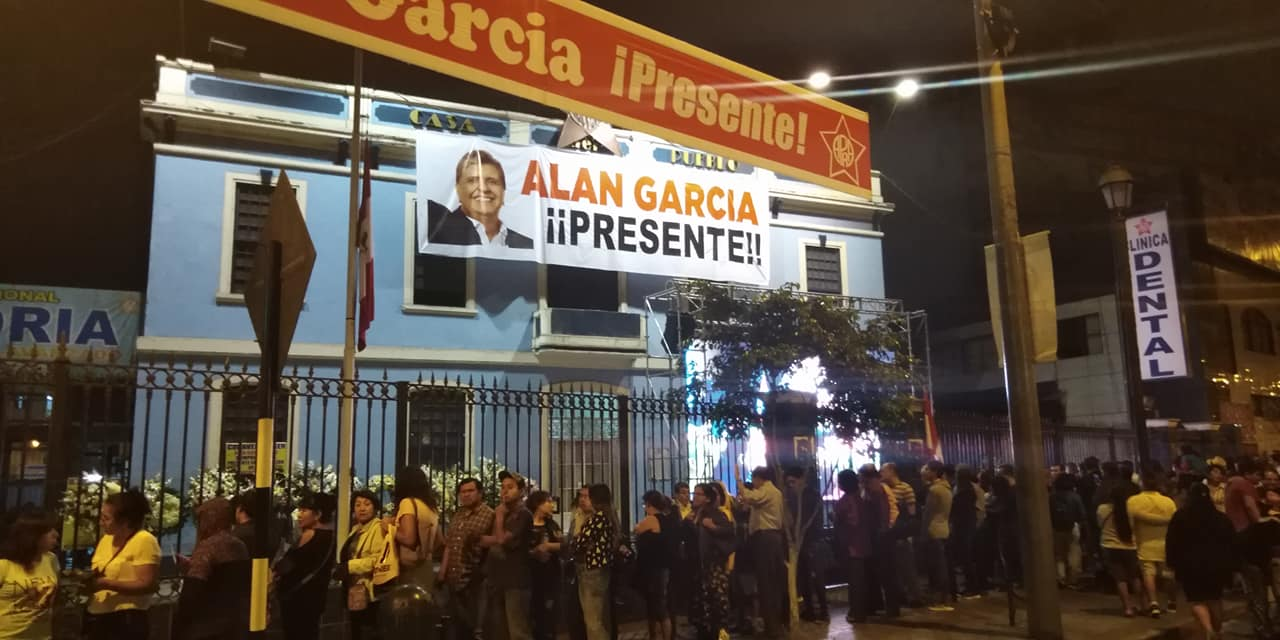
Exteriores de la Casa del Pueblo, sede central del Partido Aprista Peruano y lugar de los funerales de Alan García. Aún a medianoche del día previo al entierro, centenares de personas hacían largas colas para poder ingresar y despedirse del exmandatario.

Al conocerse el suicidio, por protocolo se izaron a media asta el Pabellón Nacional en los edificios públicos, bases militares, buques, establecimientos policiales y demás dependencias del Estado y se decretó duelo oficial. Tal como indica el protocolo se señaló a la familia que el traslado de los restos mortales del expresidente al lugar del velatorio sería «en privado» y las ceremonias religiosas tendrían «asistencia oficial» del Estado. El presidente Martín Vizcarra o un representante debía encabezar el cortejo fúnebre junto a los deudos, el cual rinde los mismos honores a los investidos con la banda presidencial y se otorga los honores militares contemplados en el Reglamento del Ceremonial Terrestre y Protocolo Militar para las Fuerzas Armadas y Policía Nacional. No obstante, la familia tomó la decisión de no aceptar el protocolo de funeral oficial, sino realizar un funeral independiente en la Casa del Pueblo, sede central del Partido Aprista Peruano. Al velatorio se acercaron diversas personalidades de la política y sociedad peruana, entre estas: Lourdes Flores Nano, Luis Bedoya Reyes, Jorge Muñoz Wells, Beatriz Merino, Ántero Flores Aráoz, Juan Luis Cipriani, Carlos Scull (representante del gobierno interino de Juan Guaidó en Venezuela), Ollanta Humala (impedido de acercarse al féretro por imposición de Federico Dantón, hijo menor de Alan García), Alfredo Barnechea, Luis Castañeda Lossio, entre otros.

### Reacciones
Diversas autoridades y personalidades peruanas y extranjeras expresaron sus condolencias a la familia por el fallecimiento del exmandatario. En las redes sociales, la opinión pública fue más polarizada.

### Teorías conspirativas
Alrededor de la muerte de Alan García se tejieron diversas teorías conspirativas a través de las redes sociales; la más llamativa es aquella que dice que el expresidente no se suicidó y su cuerpo fue reemplazado por una persona físicamente similar a él, por ese motivo el ataúd se encontraba cerrado al momento del velorio, no hay sangre derramada en la casa donde se cometió el suicidio y ni tampoco en la camioneta en donde fue trasladado al hospital y finaliza que el verdadero García se encuentra en algún punto de Europa.
Jaime Bayly narra que un hombre que se cree que es Alan García está vivo en Suiza y dijo: "Alan está vivo. Alan vive". También Jaime Bayly dijo que el presidente “salió por la azotea, saltó por los techos vecinos y se escondió en el cuarto falso de una casa cercana... mataron esa mañana, de un balazo en la cabeza, en el dormitorio de Alan, a un hombre alto, voluminoso, muy parecido a Alan”.

## Publicaciones
- El futuro diferente. (1982)
- A la inmensa mayoría: discursos. (1988)
- El desarme financiero: pueblo y deuda en América Latina. (1989)
- La revolución regional. (1990)
- La defensa de Alan García. (1991)
- El nuevo totalitarismo. (1992)
- El mundo de Maquiavelo. (1994)
- La falsa modernidad. (1997)
- La radio esta más cerca de la gente (1997)
- Siete tesis erróneas del neoliberalismo en América Latina. (1997)
- Mi Gobierno hizo la regionalización. (1999)
- La década infame: deuda externa 1990-1999. (2000)
- Modernidad y política en el siglo XXI: globalización con justicia social. (2003)
- Para comprender el siglo XX y comenzar el siglo de la juventud  (2004)
- Por la refundación de la República (2004)
- Sierra Exportadora - Empleo, Modernidad y Justicia en Los Andes. (2005)
- El Perú avanza discursos (junio 2006-2007)[131]
- Contra el temor económico: Creer en el Perú. (2011)
- Pida la palabra: Por la libertad, la plenitud y el éxito. (2012)
- Pizarro: El rey de la baraja: Política, confusión y dolor en la conquista. (2012)
- Noventa años de aprismo: Hay, hermanos, muchísimo que hacer. (2013)
- Confucio y la globalización: Comprender China y crecer con ella. (2013)
- La creación de la Alianza del Pacífico (2014)
- Obras completas IX tomos (2015)
- Metamemorias_1949-2019 (2019)

## Filmografía
En 2011, el empresario Raúl Diez Canseco Hartinger, hijo del exvicepresidente de la República, Raúl Diez Canseco Terry, anunció que estaba preparando un filme junto a su productora Zeid Film sobre la vida del dos veces mandatario, también dijo que el actor Jason Day sería el protagonista, la producción prometía, ya que primer teaser del tráiler que se había preparado muestra al presidente recién electo a sus 35 años, saliendo de Palacio de Gobierno sobre una moto a toda velocidad, a la conquista de la mítica noche limeña de los ochenta. El director de la película sería Ricardo Maldonado, pero este desmintió tal afirmación. Finalmente, la película no se realizó y se desconocen los motivos.
El segundo intento de llevar al cine la vida y obra de García, estaría a cargo de la directora de cine Melina León, que espera estrenar un filme sobre su vida privada, su vida política, sus dos periodos no consecutivos como presidente del Perú, su supuesto trágico final y el legado que aun genera controversias y temas de debate en la sociedad peruana actual, se espera su estreno para el 2028.
El 18 de febrero de 2023 se presentó un Avant Premiere para militantes apristas e invitados del documental Justicia para Alan. El filme es dirigido por el periodista y escritor Ernesto Carlín y producido por el exministro aprista Hernán Garrido Lecca. 
Este documental no ha sido hecho con fondos del Estado y se estrenó comercialmente el 20 de abril de 2023.
El 30 de enero de 2024, se lanzó un teaser del tráiler de una nueva película sobre la vida del expresidente, titulada Vivo o muerto: el expediente García, que trata sobre Carmen Ríos, una periodista quien inicia una intensa búsqueda para resolver el repentino caso de la muerte y suicidio del expresidente Alan García, hecho que tuvo un gran enigma en el país, resumida en una pregunta ¿Está vivo o muerto?Esta película está siendo producida por Jungle Pictures y dirigida por Jorge Prado Alvarado, siendo distribuida por BF Distribution.
El 22 de febrero se lanzó el tráiler oficial de la películay el 18 de marzo, el segundo teaser oficial.La película está programada a estrenarse el 18 de abril de 2024 en cines.